# Кайи

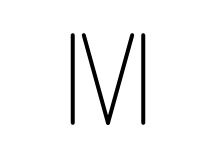
Тамга кайи.

Кайи (кайї, архаїчне кайиг, тур. Kayı boyu) — назва одного з двадцяти чотирьох племен огузів (належало до огуз-бузуків — огузів правого крила), вожді якого були прямими предками династії Османів. З тюркського «кайи» перекладається як «міцний».

## Етнічне походження
Етнічне походження кайи остаточно не з'ясовано. Махмуд ал-Кашгарі наводить давню форму назви племені — кайиг, що спростовує запропоноване німецьким сходознавцем Йозефом Марквартом ототожнення кайи з каі (яких Аль-Біруні та Ауфі згадують серед народів крайнього Сходу). Маркварт вважав каі тюркізованими монголами, чим, на його думку, пояснюється «та історична роль, яку грали заплямовані кров'ю та братовбивстві рід Османів і османський народ». Цілком можливо, що каі дійсно були монголами. Махмуд ал-Кашгарі згадує їх разом з татарами серед народів, які розмовляли на своїх особливих мовах, хоча добре знали також і тюркську.
Етнонім кайи широко розповсюджений у турецькій ойконімії. На території сучасної Туреччини налічується 13 ойконімів тур. Kayı, ойконіми тур. Kayıçivi, Kayıhüyük, Kayıköy (6 назв) та тур. Kayıköyü. У складі туркменського племені ґьоклен є рід гайи.

## Кайи іРусь
Ряд дослідників ототожнюють кайи з ковуями і/або каєпичами руських літописів 12 століття (які входили до складу чорних клобуків).
Ще одна версія — що це інша назва відомого половецького і монгольського роду кият, з якого зокрема був родом сам Чингізхан. Цікаво, що в середньовічних життєписах Османа, Ертогрула, Сулеймана і Чингізхана вони називаються родичами (зокрема Сулейман і Чингізхан — мало не двоюрідними братами), версія, яка з точки зору позиції сучасних вчених є хибною, але про яку все одно не варто забувати, адже історія людства іноді повністю переглядається, чому є численні приклади.

## Історія
На межі I — II тис. н. е. плем'я кайи кочувало у Середній Азії в області Балх (нині провінція в Афганістані). Рятуючись від монгольської навали, частина кайи відкочувала на захід у складі військ останнього хорезмшаха Джалал ад-діна.
У 20-і роки 13 століття під тиском монголів кайи на чолі з вождем Ертогрулом переселилося з Хорасану до Анатолії. Син Ертогрула — Осман — став засновником Османської імперії.

## Вожді кайи
- Кийа Алп
- Сулейман Шах
- Ертогрул
- Осман I Газі